# 奧潘
42°13′N 25°42′E / 42.217°N 25.700°E
奧潘，是保加利亞中南部舊扎戈拉州奧潘市鎮的村庄及行政中心，面積29.81平方公里，海拔高度142米，2015年人口365，人口密度每平方公里12.24人。